# Lac de la Mbali
Le lac de la Mbali est un lac de retenue créé sur la rivière Mbali en République centrafricaine. Il résulte de la construction du barrage dit Boali 3, situé à 8 km en amont des chutes de Boali, il s'étend sur 30 km en amont de la retenue.

## Présentation
Le barrage est construit de 1989 à 1991 sous la responsabilité de la compagnie d’électricité centrafricaine Enerca. Le débit n’étant pas suffisant pendant la saison sèche, il a pour objet l’augmentation de la production des centrales électriques de Boali 1 et 2, et d’exploiter le potentiel hydro-électrique de la Mbali. Le gouvernement centrafricain décide de construire un barrage réservoir de régularisation du cours de la rivière.